# Handnyckelsläktet
Handnyckelsläktet (Dactylorhiza) är ett växtsläkte i familjen orkidéer med handflikiga näringslagrande rötter. Släktet beskrevs av Noël Martin Joseph de Necker och Sergej Arsenjevitj Nevskij och innehåller cirka 30 arter, med en mängd varieteter och underarter. Fyra arter förekommer i Sverige: Adam och Eva, fläcknycklar, dubbelnycklar och ängsnycklar.

## Bildgalleri

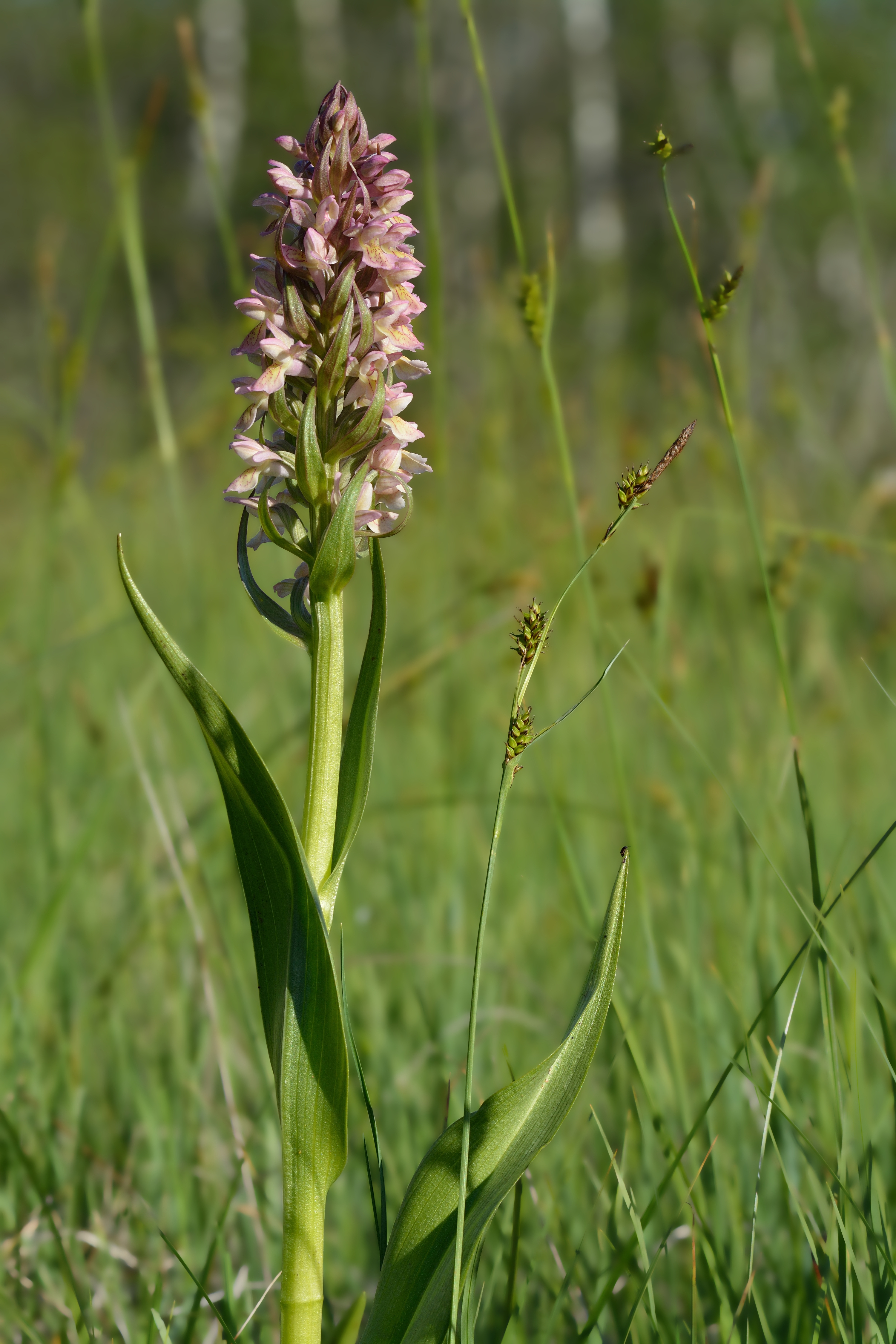
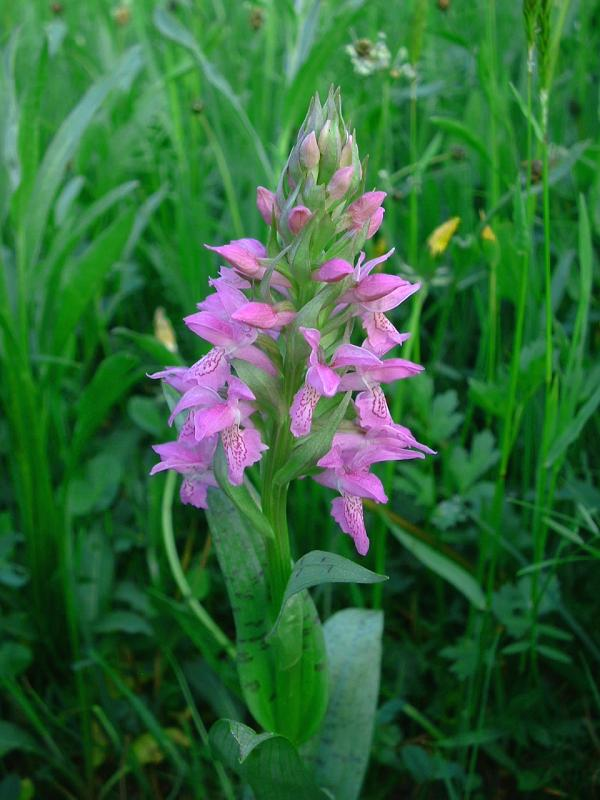
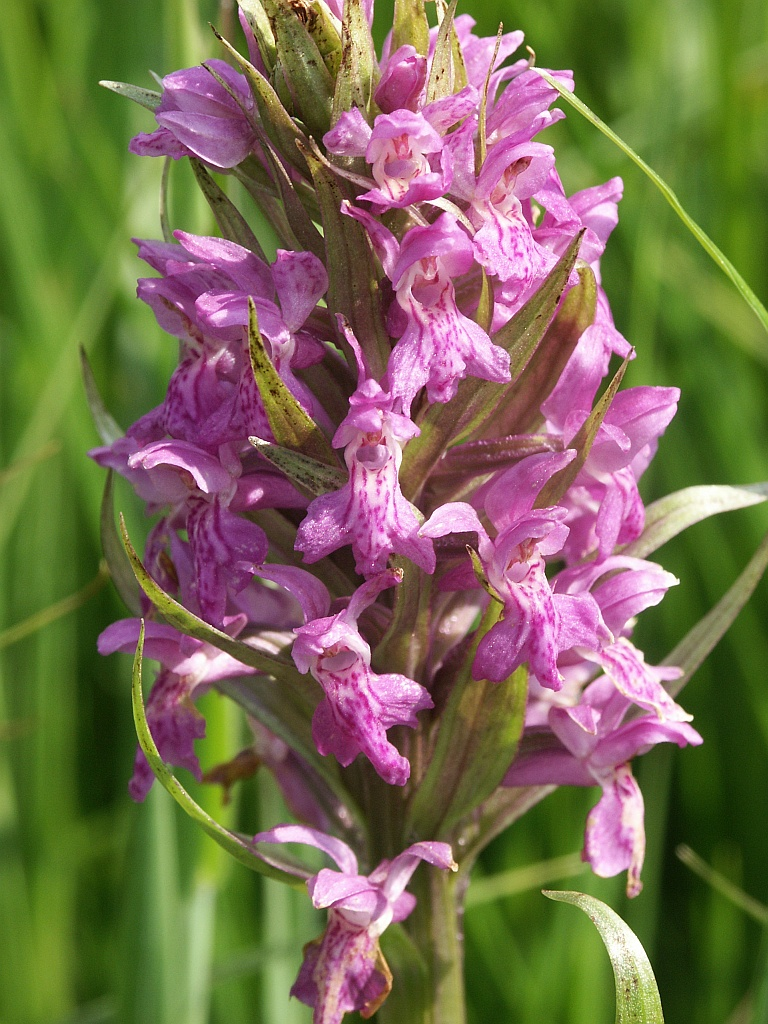
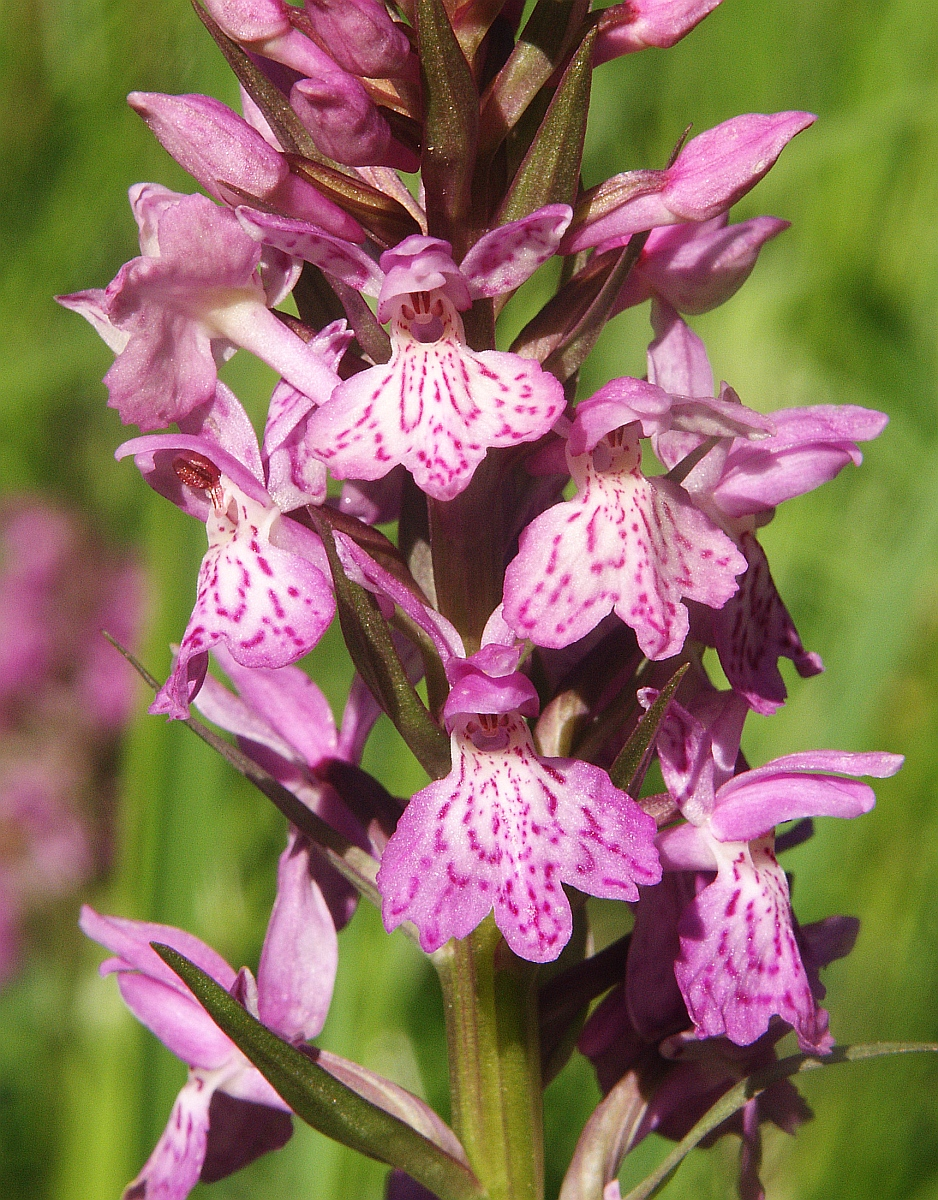

## Dottertaxa till Handnyckelsläktet, i alfabetisk ordning[1][3]
- Dactylorhiza abantiana
- Dactylorhiza aldenii
- Dactylorhiza alpestris
- Dactylorhiza altobracensis
- Dactylorhiza aristata
- Dactylorhiza aschersoniana
- Dactylorhiza atlantica
- Dactylorhiza baicalica
- Dactylorhiza balabaniana
- Dactylorhiza baldshuanica
- Dactylorhiza baumanniana
- Dactylorhiza bayburtiana
- Dactylorhiza beckeriana
- Dactylorhiza boluiana
- Dactylorhiza braunii
- Dactylorhiza breviceras
- Dactylorhiza carnea
- Dactylorhiza claudiopolitana
- Dactylorhiza conigera
- Dactylorhiza cordigera
- Dactylorhiza csatoi
- Dactylorhiza czerniakowskae
- Dactylorhiza daunia
- Dactylorhiza delamainii
- Dactylorhiza dinglensis
- Dactylorhiza drucei
- Dactylorhiza dubreuilhii
- Dactylorhiza dufftiana
- Dactylorhiza dufftii
- Dactylorhiza durandii
- Dactylorhiza elata
- Dactylorhiza erdingeri
- Dactylorhiza euxina
- Dactylorhiza flixensis
- Dactylorhiza foliosa
- Dactylorhiza formosa
- Dactylorhiza fourkensis
- Dactylorhiza fuchsii
- Dactylorhiza gabretana
- Dactylorhiza genevensis
- Dactylorhiza godferyana
- Dactylorhiza graggeriana
- Dactylorhiza grandis
- Dactylorhiza guilhotii
- Dactylorhiza guillaumeae
- Dactylorhiza gustavssonii
- Dactylorhiza hallii
- Dactylorhiza hatagirea
- Dactylorhiza hochreutinerana
- Dactylorhiza iberica
- Dactylorhiza incarnata
- Dactylorhiza influenza
- Dactylorhiza insignis
- Dactylorhiza insularis
- Dactylorhiza irenica
- Dactylorhiza isculana
- Dactylorhiza jenensis
- Dactylorhiza jestrebiensis
- Dactylorhiza juennensis
- Dactylorhiza kafiriana
- Dactylorhiza kalopissii
- Dactylorhiza katarana
- Dactylorhiza kelleriana
- Dactylorhiza kerasovinensis
- Dactylorhiza kerneriorum
- Dactylorhiza kopdagiana
- Dactylorhiza koutsourana
- Dactylorhiza kulikalonica
- Dactylorhiza kuuskiae
- Dactylorhiza lapponica
- Dactylorhiza latirella
- Dactylorhiza lehmannii
- Dactylorhiza maculata
- Dactylorhiza magna
- Dactylorhiza majalis
- Dactylorhiza megapolitana
- Dactylorhiza metsowonensis
- Dactylorhiza mixta
- Dactylorhiza nevskii
- Dactylorhiza nieschalkiorum
- Dactylorhiza ornonensis
- Dactylorhiza osmanica
- Dactylorhiza paridaeniana
- Dactylorhiza perez-chiscanoi
- Dactylorhiza pontica
- Dactylorhiza praetermissa
- Dactylorhiza prochazkana
- Dactylorhiza purpurella
- Dactylorhiza renzii
- Dactylorhiza rizeana
- Dactylorhiza romana
- Dactylorhiza rombucina
- Dactylorhiza ruppertii
- Dactylorhiza russowii
- Dactylorhiza saccifera
- Dactylorhiza salictina
- Dactylorhiza salina
- Dactylorhiza sambucina
- Dactylorhiza serbica
- Dactylorhiza sivasiana
- Dactylorhiza sooi
- Dactylorhiza souflikensis
- Dactylorhiza stagni-novi
- Dactylorhiza sudetica
- Dactylorhiza szaboiana
- Dactylorhiza transiens
- Dactylorhiza traunsteineri
- Dactylorhiza turcestanica
- Dactylorhiza umbrosa
- Dactylorhiza urvilleana
- Dactylorhiza vallis-peenae
- Dactylorhiza weissenbachiana
- Dactylorhiza venusta
- Dactylorhiza wiefelspuetziana
- Dactylorhiza viridella
- Dactylorhiza viridis
- Dactylorhiza vitosana
- Dactylorhiza vogtiana
- Dactylorhiza vorasica